# Calocedrus macrolepis
Calocedrus macrolepis е вид растение от семейство Кипарисови (Cupressaceae). Видът е световно застрашен, със статут Уязвим.

## Разпространение
Разпространен е в Китай, Лаос, Мианмар, Тайланд и Виетнам.